# آسترومایسین
آسترومایسین(به انگلیسی: Astromicin) (INN) (که اغلب در مقالات علمی به عنوان ترکیبات فورتیمایسین A/B نیز ذکر می‌شود.) یک آنتی بیوتیک آمینوگلیکوزیدی است. این ماده از Micromonospora olivasterospora سنتز می‌شود. 